# Courbevoie
Courbevoie és un municipi francès, situat al departament d'Alts del Sena i a la regió d'Illa de França.
Està dividit entre el cantó de Courbevoie-1 i el cantó de Courbevoie-2 dins del districte de Nanterre. I des del 2016, de la divisió Paris Ouest La Défense de la Metròpolis del Gran París.

## Fills il·lustres
- Félix Dupierge (1784-1833) violinista i compositor.
- Louis-Ferdinand Céline (1894 - 1961) escriptor, Premi Renaudot de l'any 1932.